# Чужаки в монастыре Шаолинь
«Чужаки в монастыре Шаолинь» (иер. трад. 三闖少林, упр. 三闯少林, кант.-рус.: Сам чхон Сиу Лам, англ. Shaolin Intruders) — гонконгский драматический боевик 1983 года. В главных ролях Ти Лун, Дерек И и Джейсон Бай.

## Сюжет
Главы нескольких кланов убиты неизвестной шайкой бойцов. Странствующий воин Лёй Сёнь замечает, что с убитыми расправились, используя технику «шаолиньская ладонь цзиньган». Заручившись поддержкой своих друзей, игрока Кхиу Ятто и девушки Ип Чхинфа, они отправляются в Шаолинь, основываясь на том, что некоторые монахи могут быть причастны к вышеупомянутым убийствам. Однако, чтобы попасть в храм, монахи устанавливают для троицы три испытания. Тесты представляют из себя три боя. В первом Ятто противостоит пяти монахам. Во время второго испытания Сёнь бьётся с двенадцатью монахами с шестами. В заключительной проверке Сёнь и Ятто сражаются с самим настоятелем шаолиньского монастыря на деревянных скамьях, где проигравший тот, кто первый коснётся «земли». Победив настоятеля, выясняется, что монахи действительно причастны к ограблениям.   

## В ролях
- Дерек И — Лёй Сёнь
- Лю Юйпу[кит.] — Ип Чхинфа
- Джейсон Бай[кит.] — Кхиу Ятто
- Филлип Коу — аббат Киньсин / Ип Чхён
- Ку Фэн — Лоу, глава клана Белого Облака
- Нгай Фэй — Фон Чёнфун, глава клана Небесного Ветра
- Алан Чань — один из двенадцати гигантов
- Лэй Хойсан[англ.] — аббат Хун Син
- Куань Фун — Лун Тхинькэй, глава клана Чёрного Дракона
- Чжань Сэнь[англ.] — настоятель Шаолиня
- Ю Тхаувань — один из двенадцати гигантов
- Дэн Вэйхао — глава эскорта Золотого Тигра
- Элвис Чхёй[англ.] — один из двенадцати гигантов
- Вон Чхинхо — один из шести демонов
- Сам Лоу — хозяин подворья
- Хо Паккуон[кит.] — хозяин игорного дома
- Вон Вайтхон — плохой монах
- Лин Чихун — плохой монах
- Лэй Иукин[кит.] — плохой монах
- Джеки Ён — плохой монах

## Кассовые сборы
Гонконгская премьера фильма состоялась 6 октября 1983 года. Сумма кассовых сборов составила 3 440 390 HK$ за восемь дней кинопроката.

## Отзывы
Уилл Коуф («Silver Emulsion Film Reviews»): 
Я не могу достаточно восторженно сказать об этом фильме, за исключением мого, чтобы дать ему четыре звезды, которые он заслуживает, как не только один из величайших фильмов Shaw Brothers, но и как одна из величайших картин кунг-фу всех времён.
 Лаки Паттапола («easternkicks.com»): 
Необъятная хореография и остроумный диалог представлены в событиях этого испорченного произведения с боевыми искусствами...